# جین ویلسون
جین ویلسون (به انگلیسی: Jeanne Wilson) (زادهٔ ۱۸ فوریهٔ ۱۹۲۶) شناگر اهل ایالات متحده آمریکا است.